# Vermilion (Alberta)
Vermilion è un comune (town) del Canada, situato in Alberta, nella divisione No. 10.